# یورگن ۳۵۳۷
سیارک ۳۵۳۷ (به انگلیسی: 3537 Jurgen، نامگذاری:1982VT) سه هزار و پانصد و سی و هفتمین سیارک کشف شده‌است که در ۱۵ نوامبر ۱۹۸۲ کشف شد.
قدر مطلق سیارک برابر ۱۳٫۱۰ است.